# José Joaquín de Iturbide
José Joaquín de Iturbide y Arregui (San Juan, Peralta, 6 de febrero de 1739 – Murcia, 19 de noviembre de 1825) fue un hidalgo navarro avecindado en la Nueva España, padre de Agustín I de México. El 22 de junio de 1822 el Congreso Constituyente le otorgó el título de Príncipe de la Unión con tratamiento de Alteza durante el Primer Imperio Mexicano.

## Antecedentes familiares y juventud
Los Iturbide procedían del Valle de Baztán, donde aparecían ya como hidalgos solares en el siglo XV; un antepasado, Martín de Iturbide, ejercía de merino real en 1432.  José Joaquín fue bautizado el mismo día de su nacimiento en la parroquia de San Juan de Peralta. Recibió una educación elemental propia de la pequeña nobleza rural y, al quedar huérfano de madre en 1759, quedó bajo la tutela de su tío clérigo, el canónigo José de Arregui.

## Llegada a Nueva España y actividad económica
Hacia 1766 embarcó rumbo a Veracruz y se instaló en Valladolid (hoy Morelia). Su tío Arregui —entonces canónigo de la catedral michoacana— le confió la administración de varias haciendas eclesiásticas (Irapeo, Toredán y Taretán) que producían granos y ganado.  A fines de la década de 1770 ya figuraba como regidor del cabildo vallisoletano y compró tierras en Quirio y otros pueblos, construyendo una fortuna basada en arriendos, comercio de sebo y préstamos a interés. Sus contemporáneos lo describen como “europeo ilustrado, dado a la lectura y devoto de la Virgen de Guadalupe”.

## Distinciones y títulos
- Miembro del Sector de la Vetusta Archicofradía de la Santa Veracruz.
- El 22 de junio de 1822 recibió, por decreto del Congreso, la dignidad de Príncipe de la Unión y la Gran Cruz de la Orden Imperial de Guadalupe.[5]

## Últimos años y muerte
Tras la abdicación de su hijo en marzo de 1823, las nuevas autoridades republicanas anularon todos los honores imperiales. José Joaquín se trasladó a España, quizá para reclamar antiguas deudas comerciales, y fijó residencia en Murcia, donde falleció el 19 de noviembre de 1825.

## Matrimonio y descendencia
Contrajo nupcias el 21 de noviembre de 1772 en Santa Clara del Cobre con María Josefa Arámburu y Carrillo de Figueroa (Pátzcuaro, 1758 – Ciudad de México, 1846), hija de hacendados criollos. Fueron padres de nueve hijos documentados:
1. María Nicolasa de Iturbide (1774-1840), «Princesa de Iturbide».
2. José Francisco (1776-?)
3. José (1777-?)
4. María Ignacia (1779-1848)
5. María Josefa (1781-1859)
6. Agustín de Iturbide (1783-1824), emperador de México.
7. Francisco Manuel (1785-1832)
8. María Ana (1787-1861)
9. Mariano (1790-1863)[3]

## Escudo de armas
Escudo cuartelado:  

- 1.º en azur, tres bandas de plata;
- 2.º en gules, palo de plata acompañado de dos leones al natural;
- 3.º en gules, dos lobos de oro andantes puestos en palo;
- 4.º en azur, dos fajas de plata.

## Decreto de 22 de junio de 1822
Artículo 5 – «Al señor don José Joaquín de Iturbide y Arregui, padre de S. M. I., se le condecora con el título de “Príncipe de la Unión” y el tratamiento de Alteza, durante su vida».